# Bijnor
Bijnor là một thành phố và là nơi đặt ban đô thị (municipal board) của quận Bijnor thuộc bang Uttar Pradesh, Ấn Độ.

## Địa lý
Bijnor có vị trí 29°22′B 78°08′Đ / 29,37°B 78,13°Đ Nó có độ cao trung bình là 225 mét (738 foot).

## Nhân khẩu
Theo điều tra dân số năm 2001 của Ấn Độ, Bijnor có dân số 79.368 người. Phái nam chiếm 53% tổng số dân và phái nữ chiếm 47%. Bijnor có tỷ lệ 63% biết đọc biết viết, cao hơn tỷ lệ trung bình toàn quốc là 59,5%: tỷ lệ cho phái nam là 66%, và tỷ lệ cho phái nữ là 59%. Tại Bijnor, 15% dân số nhỏ hơn 6 tuổi.